# Pierre Bachelet
Pierre Bachelet fue un cantante, compositor y chansonista francés.
Pasó su infancia en Calais, lo que influyó en su posterior afición por el norte de Francia, que sirvió de inspiración para su gran éxito "Les Corons" (1982). Esta canción se utiliza como tema principal del himno de los fans de RC Lens. Pierre Bachelet compuso música para numerosas películas francesas, entre ellas: La historia de O (1975), Slalom unspecial (1979), Emmanuelle 5 (1986), La venganza de Emmanuelle (1992), El perfume mágico de Emmanuelle (1992), La magia de Emmanuelle (1992).